# Kabinett Tong II
Das zweite Kabinett Tong wurde von Anote Tong, dem Präsidenten der Republik Kiribati, am 23. Oktober 2007 gebildet und am gleichen Tag im Parlament, dem neunten Maneaba ni Maungatabu, vereidigt.
Nach der Präsidentschaftswahl in Kiribati 2007, folgend der Parlamentswahl in Kiribati 2007, ernannte Anote Tong elf Minister, darunter sieben seines ersten Kabinetts (2003 bis 2007), darunter jedoch nicht den gegen ihn angetretenen Finanzminister Nabuti Mwemwenikarawa.
Drei Minister traten während der Amtsperiode 2007 bis 2011 wieder zurück: James Taom (Makin), Tetabo Nakara (Beru) und Patrick Tatireta (Marakei).
Am 17. Januar 2012 konnte Anote Tong nach erneuter Wiederwahl sein drittes Kabinett bilden.
| Amt/Ressort                                                                                             | Amtsinhaber                | Partei | Herkunft        |
| --- | -------------------------- | ------ | --------------- |
| Präsident                                                                                               | Anote Tong                 | BTK    | Maiana          |
| Vizepräsidentin                                                                                         | Teima Onorio               | BTK    | Arorae          |
| Minister for Commerce and Industry Cooperative Handel, Industrie und Kooperativen                       | Teima Onorio               | BTK    | Arorae          |
| Minister for Communications, Transport and Tourism Kommunikation, Transport und Tourismusentwicklung    | Temate Ereateiti           |        | Marakei         |
| Minister for Education, Youth and Sports Bildung, Jugend und Sport                                      | Toakai Koririntetaake      |        | Butaritari      |
| Minister for the Environment, Land and Agricultural Development Umwelt, Ländereien und Agrarentwicklung | Amberoti Nikora            |        | Aranuka         |
| Minister for Finance and Economic Development Finanzen und wirtschaftliche Entwicklung                  | Natan Teewe                |        | Abemama         |
| Minister for Fisheries and Marine Resources Fischerei und Meeresressourcen                              | Taberannang „Peter“ Timeon | BTK    | North Tabiteuea |
| Minister for Foreign Affairs Auswärtiges                                                                | Anote Tong                 | BTK    | Maiana          |
| Minister for Health and Medical Services Gesundheit und Medizinische Dienste                            | Kautu Tenaua               | BTK    | Abaiang         |
| Minister for the Interior and Social Affairs Inneres und Soziales                                       | Kouraiti Beniato           |        | Onotoa          |
| Minister for Labour and Human Resources Arbeit und Arbeitskräfteentwicklung                             | Ioteba Redfern             |        | Betio           |
| Minister for the Line and Phoenix Islands Development Entwicklung der Line Islands und Phoenixinseln    | Tawita Temoku              | BTK    | Kiritimati      |
| Minister for Public Works and Infrastructure Öffentliche Arbeiten und Infrastruktur                     | Kirabuke Teiaua            | BTK    | Beru            |
| Attorney General Generalstaatsanwalt                                                                    | Titabu Tabane              |        |                 |
| Quellen: Parliament of Kiribati; IPU PARLINE                                                            |                            |        |                 |